# Kalklangsprietwapenvlieg
De kameleonwapenvlieg of kalklangsprietwapenvlieg (Stratiomys chamaeleon) is een tweevleugelige uit de familie wapenvliegen (Stratiomyidae).

## Beschrijving
Het is met een lengte van 12 tot 16 millimeter de grootste soort wapenvlieg die in Nederland voorkomt, maar wordt vaak aangezien voor een wesp vanwege het sterk gelijkende uiterlijk. Het lichaam heeft namelijk een duidelijke insnoering tussen borststuk en achterlijf, wat bij vliegen zeer uitzonderlijk is. Ook het zwart met geel gestreepte lichaam en verbrede achterlijf doen denken aan wespen. Wapenvliegen danken de naam aan de dubbele stekel aan het einde van het borststuk. Naast deze soort komen in Europa ongeveer 100 andere wapenvliegen voor, die vaak zeer moeilijk zijn te onderscheiden.

## Algemeen
De kameleonwapenvlieg leeft van stuifmeel en nectar, schermbloemigen hebben de voorkeur. De habitat bestaat uit vochtige gebieden zoals moerassen en veengebieden. Wapenvliegen zijn veel bij water te vinden omdat de larven zich daarin ontwikkelen. De tot 5 centimeter lange larve is spoel-vormig en heeft een adembuis met aan het einde een krans-achtige borstel die de ademhalingsorganen bevat zodat kan worden ademgehaald aan de oppervlakte. Dit komt ook voor bij sommige zweefvliegen, dergelijke larven worden rattenstaartlarven genoemd. De larven leven in modderig stilstaand water maar bevinden zich vlak onder het wateroppervlak. Het voedsel van de larve bestaat uit plantaardig materiaal, zoals algen en wieren die uit het water worden gefilterd. De volwassen vlieg is te zien van juni tot september.